# Acauloplacella insularis
Acauloplacella insularis är en insektsart som beskrevs av Max Beier 1954. Acauloplacella insularis ingår i släktet Acauloplacella och familjen vårtbitare. Inga underarter finns listade i Catalogue of Life.